# Stazione meteorologica di Foggia Osservatorio Meteosismico
La stazione meteorologica di Foggia Osservatorio Meteosismico è la storica stazione meteorologica di riferimento relativa alla città di Foggia.

## Storia
La stazione meteorologica venne attivata il 1º dicembre 1876, grazie a Vincenzo Nigri che negli anni precedenti aveva richiesto più volte l'istituzione di un osservatorio meteorologico nella città di Foggia. La stazione meteorologica entrò a far parte della rete di stazioni del Regio Ufficio Centrale di Meteorologia.
Dal 1891 l'osservatorio meteorologico divenne di proprietà del Municipio di Foggia.
Presso la medesima sede a partite dal 1894, dopo un periodo di inattività tra il settembre 1892 e il dicembre 1893, furono iniziate anche i rilevamenti sismologici. Attualmente l'osservatorio meteosismico è intitolato al suo fondatore Vincenzo Nigri.
Nel corso del Novecento i dati rilevati dalla stazione meteorologica venivano pubblicati negli Annali Idrologici del Ministero dei lavori pubblici: la stazione dell'osservatorio meteosismico afferiva al Compartimento di Pescara fino al 1925 e a quello di Bari dal 1926 in poi.
Con la regionalizzazione del Servizio Idrografico Nazionale avvenuta alla fine degli anni Novanta, la stazione meteorologica dell'osservatorio meteosismico è entrata a far parte della rete di stazioni della Protezione Civile della Regione Puglia.

## Dati climatologici 1961-1990
In base alle medie di riferimento trentennale 1961-1990 elaborate dall'ENEA sulla base delle osservazioni meteorologiche effettuate in quel trentennio, la temperatura media del mese più freddo, gennaio, è di +7,5 °C, mentre quella del mese più caldo, luglio, si attesta a +26,0 °C. Le precipitazioni medie annue si attestano a 391 mm, distribuite mediamente in 64 giorni di pioggia annui, con accumuli relativamente scarsi in ogni mese dell'anno, seppur con un relativo minimo estivo ed un picco autunnale molto moderato. Il vento presenta una direzione prevalente di maestrale in ogni mese dell'anno, con un'intensità media annua di 3,2 m/s; l'intensità media massima si registra nei mesi di febbraio, marzo ed aprile con 3,4 m/s, mentre l'intensità media minima si registra nel mese di settembre con 3,0 m/s.
| Foggia Osservatorio Meteosismico (1961-1990) | Mesi   | Mesi   | Mesi   | Mesi   | Mesi   | Mesi   | Mesi   | Mesi   | Mesi   | Mesi   | Mesi   | Mesi   | Stagioni | Stagioni | Stagioni | Stagioni | Anno |
| Foggia Osservatorio Meteosismico (1961-1990) | Gen    | Feb    | Mar    | Apr    | Mag    | Giu    | Lug    | Ago    | Set    | Ott    | Nov    | Dic    | Inv      | Pri      | Est      | Aut      | Anno |
| -------------------------------------------- | ------ | ------ | ------ | ------ | ------ | ------ | ------ | ------ | ------ | ------ | ------ | ------ | -------- | -------- | -------- | -------- | ---- |
| T. max. media (°C)                           | 11,1   | 12,2   | 15,2   | 18,9   | 24,3   | 28,7   | 31,7   | 31,3   | 27,5   | 21,6   | 16,6   | 12,4   | 11,9     | 19,5     | 30,6     | 21,9     | 21,0 |
| T. media (°C)                                | 7,5    | 8,4    | 10,8   | 14,0   | 18,7   | 23,1   | 26,0   | 25,8   | 22,4   | 17,3   | 12,5   | 8,8    | 8,2      | 14,5     | 25,0     | 17,4     | 16,3 |
| T. min. media (°C)                           | 4,0    | 4,5    | 6,4    | 9,1    | 13,2   | 17,4   | 20,3   | 20,2   | 17,4   | 12,9   | 8,5    | 5,3    | 4,6      | 9,6      | 19,3     | 12,9     | 11,6 |
| Precipitazioni (mm)                          | 34     | 33     | 35     | 36     | 27     | 21     | 21     | 28     | 32     | 44     | 41     | 39     | 106      | 98       | 70       | 117      | 391  |
| Giorni di pioggia                            | 6      | 7      | 6      | 6      | 4      | 4      | 2      | 4      | 5      | 7      | 6      | 7      | 20       | 16       | 10       | 18       | 64   |
| Vento (direzione-m/s)                        | NW 3,3 | NW 3,4 | NW 3,4 | NW 3,4 | NW 3,2 | NW 3,2 | NW 3,3 | NW 3,1 | NW 3,0 | NW 3,1 | NW 3,2 | NW 3,2 | 3,3      | 3,3      | 3,2      | 3,1      | 3,2  |

## Temperature estreme mensili dal 1877 ad oggi
Nella tabella sottostante sono riportate le temperature massime e minime assolute mensili, stagionali ed annuali dal 1877 ad oggi, con il relativo anno in cui si queste si sono registrate; la serie storica esaminata risulta lacunosa nel periodo compreso tra il 1905 e il 1923, mentre i dati registrati dal 2013 in poi sono ancora in attesa di omologazione e di pubblicazione da parte dell'ente gestore.
La temperatura massima assoluta del periodo esaminato è stata di +43,5 °C ed è stata registrata il 22 agosto 2000, mentre la temperatura minima assoluta è stata di -8,9 °C e risale al 17 febbraio 1956.
| Foggia Osservatorio Meteosismico (1877-2023) | Mesi        | Mesi              | Mesi        | Mesi        | Mesi        | Mesi        | Mesi        | Mesi        | Mesi        | Mesi        | Mesi        | Mesi                    | Stagioni | Stagioni | Stagioni | Stagioni | Anno |
| Foggia Osservatorio Meteosismico (1877-2023) | Gen         | Feb               | Mar         | Apr         | Mag         | Giu         | Lug         | Ago         | Set         | Ott         | Nov         | Dic                     | Inv      | Pri      | Est      | Aut      | Anno |
| -------------------------------------------- | ----------- | ----------------- | ----------- | ----------- | ----------- | ----------- | ----------- | ----------- | ----------- | ----------- | ----------- | ----------------------- | -------- | -------- | -------- | -------- | ---- |
| T. max. assoluta (°C)                        | 21,5 (2015) | 23,6 (2012, 2014) | 31,3 (2001) | 30,8 (2016) | 37,5 (2009) | 41,5 (1982) | 43,2 (1897) | 43,5 (2000) | 40,9 (1946) | 34,2 (2023) | 29,6 (2022) | 24,0 (2023)             | 24,0     | 37,5     | 43,5     | 40,9     | 43,5 |
| T. min. assoluta (°C)                        | −7,4 (1979) | −8,9 (1956)       | −6,3 (1883) | −1,2 (1955) | 1,0 (1935)  | 5,0 (1955)  | 9,9 (1886)  | 11,0 (1924) | 6,2 (1889)  | 1,5 (1890)  | −4,0 (1925) | −5,0 (1885, 1925, 1927) | −8,9     | −6,3     | 5,0      | −4,0     | −8,9 |